# Powiat Brzeski (Brzesko)
Der Powiat Brzeski ist ein Powiat (Kreis) der polnischen Woiwodschaft Kleinpolen. Er wird von den Powiats Tarnów, Nowy Sącz, Limanova, Bochnia und Proszowice umschlossen.

## Wappen
Beschreibung: In Rot ein goldbewehrter Greifenkopf am Flügel mit goldenem Kleestängel.

## Gemeinden
Der Powiat umfasst sieben Gemeinden, die in Landgemeinden (Gminy wiejskie) und Stadt-und-Land-Gemeinden (Gmina miejsko-wiejska) unterschieden werden:

### Stadt-und-Land-Gemeinden
- Brzesko
- Czchów

### Landgemeinden
- Borzęcin
- Dębno
- Gnojnik
- Iwkowa
- Szczurowa